# 제19군단

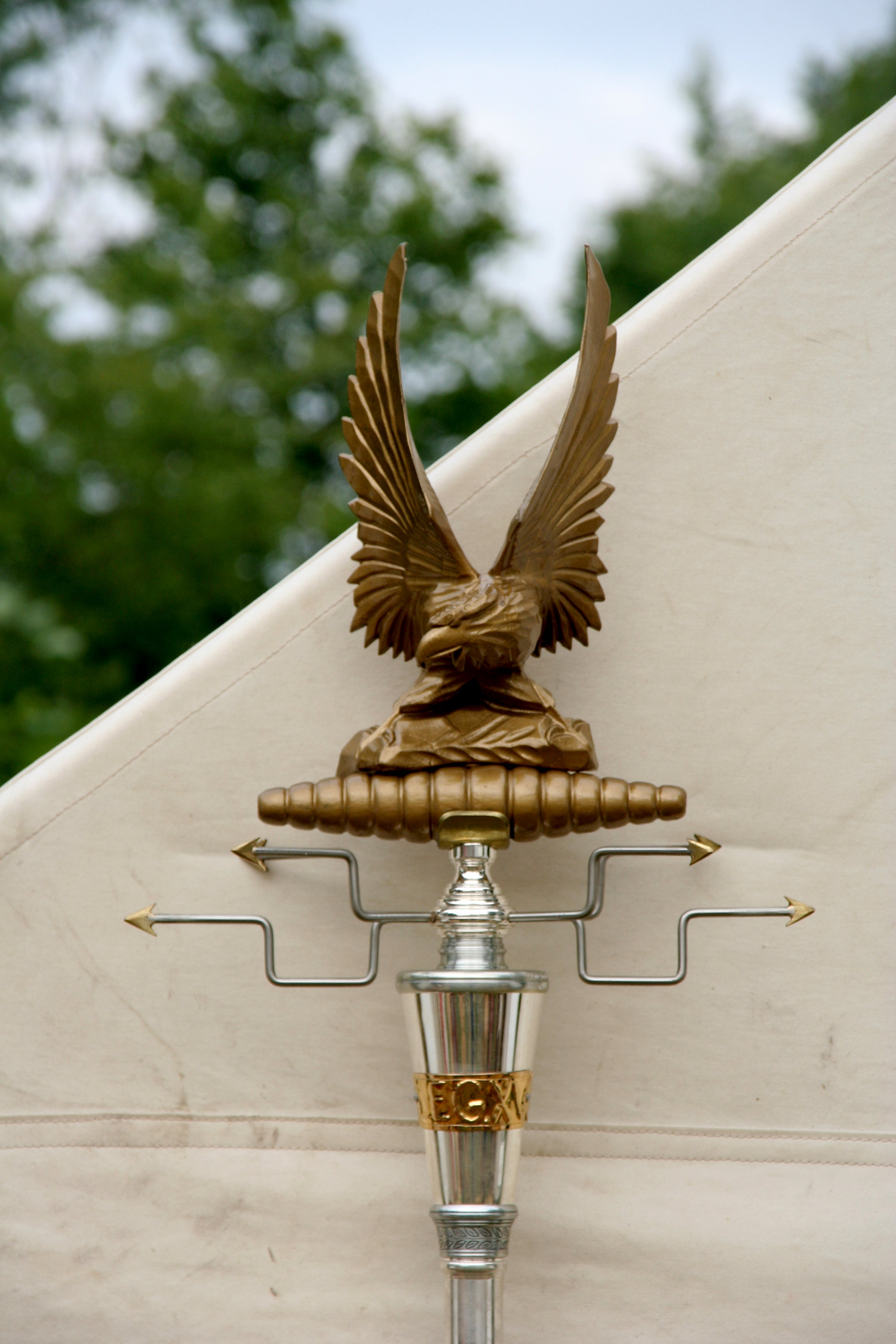
아퀼라 (복원품)

제19군단 ("Legio undevigesima")은 제정시기 로마군의 군단이다. 장차 황제 아우구스투스가 되는 옥타비아누스가 기원전 41년 또는 40년에 창설했고 서기 9년 토이토부르크 숲 전투에서 궤멸되었다. 제19군단의 상징은 알려져 있지 않으며, 아우구스투스가 징집한 다른 군단들처럼 마갈궁이였을 것이다.
첫 배치는 폼페이우스의 아들 섹스투스 폼페이우스가 있는 시칠리아였으며, 그는 반란을 이끌고 있었다. 이 반란은 로마의 곡물 공급을 위험하게 했기에 강한 대응이 필요했다.
기원전 30년 제19군단의 노병들을 피사 인근에 정착시키고, 그 후 나머지 병력들을 쾰른을 기지로 삼은 라인강 국경 지대에 배치시켰다. 제19군단은 드루수스 (기원전 13년-9년), 티베리우스 (기원전 8년-5년)의 게르만 원정에 참여했다. 기원전 5년까지 게르마니아는 로마 속주였고 총독으로 푸블리우스 큉크틸리우스 바루스가 부임하고 있었다.
9월 9일에 케루스키족의 지도자이자 로마의 동맹인 아르미니우스는 덫을 만들어놨다. 그는 게르만족의 서쪽 부족 중 하나가 커다란 반란을 일으켰다고 보고했고 총독과 그의 군단이 라인강으로 복귀할 것을 제안했다. 바루스는 그 제안을 받아들이고 제17군단, 제18군단, 제19군단과 함께 갔다. 로마군은 오스나브뤼크 인근에서 매복을 당했고 토이토부르크 숲 전투에서 완전히 전멸당하였다. 서기 16년과 18년 사이에 라인강 로마군의 지휘관 게르마니쿠스는 이때 전멸당한 로마군의 흔적을 찾았다.
토이토부르크의 전멸 이후로, 로마인들은 다시는 제19군단의 숫자를 군단 번호로 사용하지 않았다.